# الشبكة العالمية للمعلومات القانونية
الشبكة العالمية للمعلومات القانونية (Global Legal Information Network) (GLIN) هي تعاونية، لا تستهدف الربح من اتحاد وكالات الحكومية أو من ينوب عنهم والتي تسهم بالمعلومات القانونية الوطنية إلى قاعدة بيانات شبكة المعلومات القانونية العالمية. وهي قاعدة بيانات آلية من القوانين والأنظمة والمواد ذات الصلة التي تنشأ من بلدان في الأمريكتين وأوروبا وأفريقيا وآسيا. البيانات في جهاز خادم مركزي في مكتبة الكونغرس في واشنطن العاصمة. ويتم تقاسم الوصول بالتساوي لجميع محطات هذه الشبكة الوطنية. ويمكن لأي شخص الوصول إلى الإنترنت من الاتصالات بالملخصات والاستشهادات بأكثر من 168,000 قانون لواحد وخمسين من الأمم، على الرغم من أن حقوق الطبع والنشر والتوزيع تستبعد في الوقت الراهن وصول الجمهور إلى النصوص الكاملة. ومن المتوقع إنشاء شبكة توزيع، وقاعدة البيانات الموجودة على ملقمات في الدول الأعضاء الأخرى، فضلا عن مكتبة القانون في للكونغرس.
وقد بدأت هذه الشبكة من قبل مكتبة الكونغرس في قانون 1991. احتفلت شبكة الذكرى السنوية 15 في سبتمبر 2008.

## العضوية
وفي الوقت الحاضر، 36 دولة ومنظمة دولية تضم عضوية هذه الشبكة. هذه هي:الأرجنتين، البرازيل، الكاميرون، كندا، جمهورية الكونغو الديمقراطية، كوستاريكا، جمهورية الدومنيكان، الإكوادور، مصر، السلفادور، الغابون، غواتيمالا، هندوراس، كوريا الجنوبية، الكويت، لتوانيا، مالي، موريتانيا، ميركوسور، المكسيك، نيكاراغوا، منظمة البلدان الأمريكية، باكستان، بنما، باراغواي، قطر، رومانيا، روسيا، المملكة العربية السعودية، تايوان، تونس، أوكرانيا، المملكة المتحدة، الأمم المتحدة، الولايات المتحدة، وأوروغواي. وتتضمن قاعدة البيانات أيضا التشريعات القضائية لغير الأعضاء. ويمكن إجراء عمليات بحث من قبل الولاية، تاريخ النشر، الموضوع، واللغة.

## جائزة «أفضل 21»
اختار المجلس الاستشاري الصناعة (المجلس الإداري المؤقت) Industry Advisory Council هذه الشبكة باعتبارها واحدة من جائزة «أفضل 21» من Excellence.Gov في نهاية عام 2009. في نهائية برنامج 21 تم استيفاء جميع معايير الصارمة «لإظهار التفوق في تحسين الأداء التنظيمي باستخدام تكنولوجيا المعلومات.» كل عام، تقوم جوائز Excellence.Gov بالاعتراف بمشاريع حكومة فيدرالية ذات أفضل تكنولوجيا المعلومات وتختار سيج (SIG) موضوعا مختلفة للحصول على الجوائز. موضوع عام 2009، كان «الشفافية: استخدام تكنولوجيا المعلومات لتحسين التفاعل بين الحكومة وأصحاب المصالح فيها،» يركز على كيف تستخدم المنظمات الحكومية تكنولوجيا المعلومات بشفافية لتحسين قدرات الجمهور في جمع المعلومات، أو قدرة الوكالة لتقديم المعلومات للجمهور أو الدوائر الخاصة. لجنة من 25 قاضي «الحكومة الاتحادية ومدراء الصناعة» استعرض 60 مرشح واختاروا 21 للاعتراف بهم في احتفال أُقيم في 14 أبريل 2009.